# 청춘의국
《청춘의국》은 2023년 9월 13일부터 2023년 10월 11일까지 SBS TV에서 방영되었던 예능 프로그램이다.

## 기획 의도
- 의사는 어떻게 탄생하는가 생-리얼! 어디서도 본적 없는 젊은 의사 생존기 진짜 의사로 성장하기 위한 청춘들의 웃픈 현실 대방출! 치열한 의국 생활을 통해 성장해가는 젊은 의사들의 이야기

## 진행자

### 최종 진행자
- 장성규
- 이현이
- 양재웅

## 편성 변경 및 결방
- 9월 27일 : 항저우 아시안 게임 중계방송 인한 결방.